# انفصال عن الشبكة

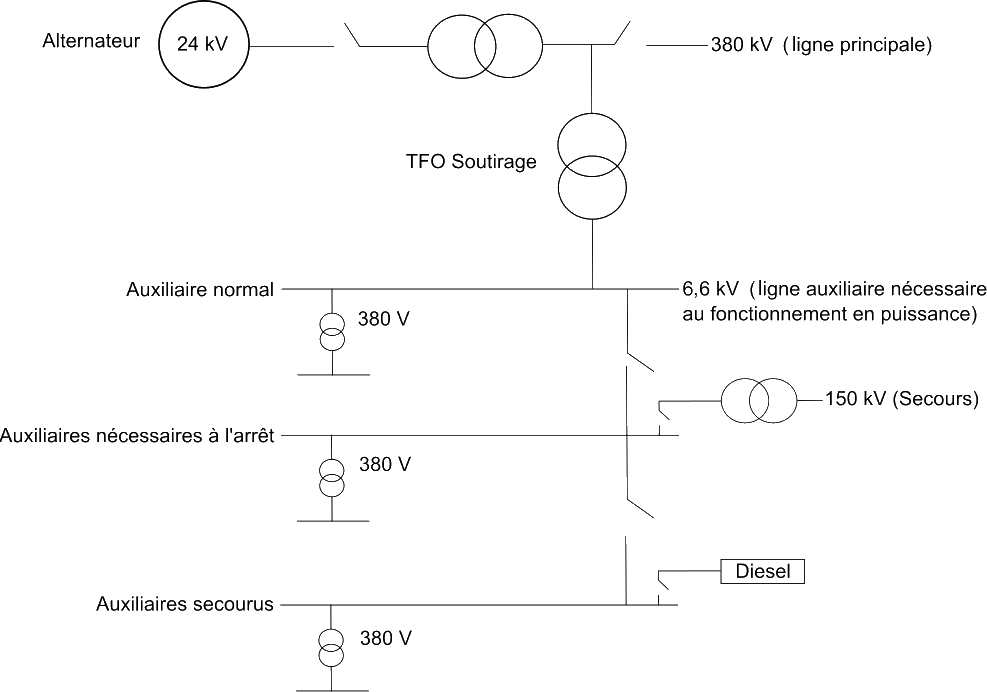

الانفصال عن الشبكة أو الاستقلال عن الشبكة حالة تشغيلية لمولد «في الموقع» يقدر فيها على تغذية شبكة مستقلة ومنفصلة تماما عن الشبكة الكهربائية الرئيسية.
قد يصمم الجهاز لمجرد هذا الغرض ولا يستطيع التعامل مع الشبكة الرئيسية، أو قد يصمم للتعامل مع الحالتين التشغيلتين (المتصلة والمنفصلة كلاهما، ويسمى نظام هجين) بشرط أن يُعاد إبداء المولد، أو قد يصمم للانتقال بين الحالتين بسلاسة أيضا.
تتطلب هذه الشبكات أصرم أنواع التحكم في التردد لأجل موازنة الأحمال والمولدات، وإلا خرق التردد والجهد حدود المقبول. لذا عند سقوط الشبكة الرئيسية، يجب أن يستشعر أي مولد (متصل) أن اتصاله بالشبكة قد سقط.